# Żabnica (województwo śląskie)

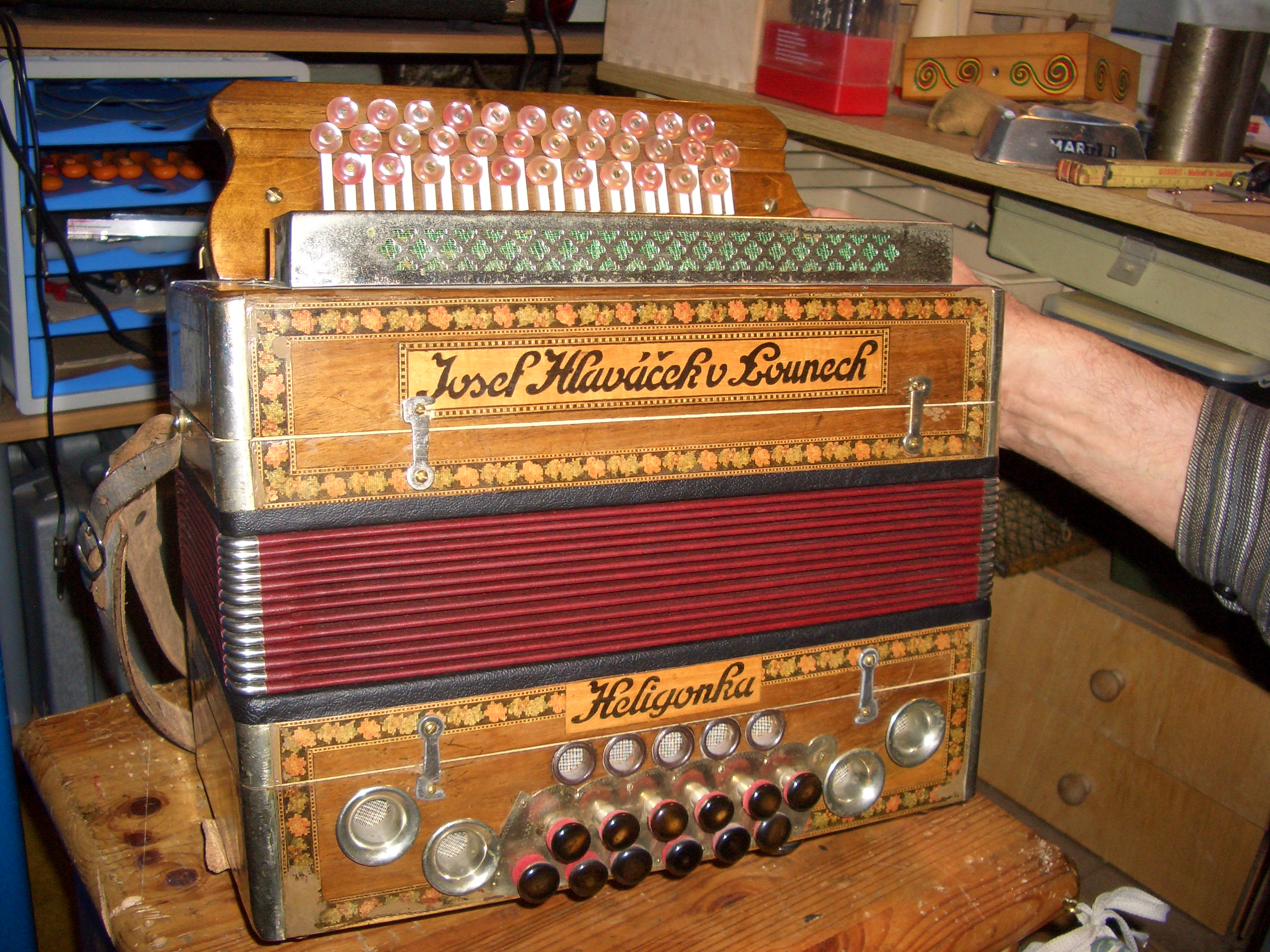
Heligonka, odmiana akordeonu popularna na Śląsku Cieszyńskim i Żywiecczyźnie

Żabnica – wieś w Polsce położona w województwie śląskim, w powiecie żywieckim, w gminie Węgierska Górka. W latach 1975–1998 miejscowość należała administracyjnie do województwa bielskiego.

## Położenie
Żabnica znajduje się w Beskidzie Żywieckim. Zabudowania i pola uprawne miejscowości znajdują się w dolinie potoku Żabniczanka i na zboczach wzniesień otaczających dolinę tego potoku: Abrahamów, Skała, Suchy Groń, Romanka, Rysianka, Lipowski Wierch, Boraczy Wierch, Redykalny Wierch, Prusów i Borucz, wnikają też w doliny dopływów Żabnicy. Dawniej pola uprawne od dna doliny dochodziły aż na grzbiet Prusowa i Abrahamowa, na stokach i grzbietach wzniesień były też liczne hale pasterskie, m.in. Hala Kupczykowa, Hala Brandysia, Hala Skórzacka, Cukiernica Niżna, Studzianka, Hala Boracza, Hala Borucz.

## Nazwa
Andrzej Komoniecki w swym „Dziejopisie Żywieckim” następująco tłumaczył genezę nazwy wsi:
Żabnica, że tam żab zielonych nie bywało i teraz ich nie masz, tylko same chropowate, gdyż tam rzeka kamienista jest i woda w całym Państwie najlepsza i najlekciejsza, bo ją niegdy między inszemi ważono wodami jako i Przybędzę.

## Historia
Historycznie miejscowość była częścią Księstwa oświęcimskiego. W 1564 roku wraz z całym księstwem oświęcimskim i zatorskim leżała w granicach Korony Królestwa Polskiego, znajdowała się w województwie krakowskim w powiecie śląskim. Po unii lubelskiej w 1569 księstwo Oświęcimia i Zatora stało się częścią Rzeczypospolitej Obojga Narodów w granicach, której pozostawało do I rozbioru Polski w 1772. Po rozbiorach Polski miejscowość znalazła się w zaborze austriackim i leżała w granicach Austrii, wchodząc w skład Królestwa Galicji i Lodomerii.
Według wspomnianego Andrzeja Komonieckiego najstarsza wzmianka o Żabnicy pochodzi z 1628. Była ona wsią zarębną i liczyła 12 zarębków. Miejscowość należała wówczas do parafii w Radziechowach, a każdy z zarębników płacił rocznie na radziechowskiego wikarego po 12 groszy. W XVII wieku mieszkańcy zajmowali się głównie wypasem owiec, a kolonizacja postępowała w górę doliny. Na początku XVIII w., gdy Komoniecki pisał swój „Dziejopis”, wieś liczyła 17 zarębków. W 1838 wieś została sprzedana przez Adama Wielopolskiego wraz z całym „państwem żywieckim” arcyksięciu Karolowi Ludwikowi Habsburgowi.
W latach 1910–1914 z inicjatywy księdza Jana Figuły, wikariusza w Milówce, został tu wzniesiony drewniany kościół. Drewna na budowę dostarczyli Żabniczanie i arcyksiążę żywiecki Karol Stefan Habsburg. W 1918 została przy nim ustanowiona samodzielna placówka duszpasterska, obecnie parafia Matki Bożej Częstochowskiej w Żabnicy.

## Tradycja górali żywieckich
W Żabnicy nadal kultywowana jest tradycja górali żywieckich. Działa tu kilka zespołów regionalnych m.in. Dziecięcy Zespół Regionalny „Mały Haśnik”, kapela góralska „Romanka”, oraz Koło Gospodyń Wiejskich w Żabnicy. Powszechnie wykorzystywanym instrumentem jest heligonka, na której grywa bardzo wielu mieszkańców tej wsi.
Na Hali Boraczej corocznie w dzień św. Michała Archanioła (29 września) odbywa się redyk jesienny, czyli spęd owiec z hal. Na Święta Bożego Narodzenia i Nowy Rok utrzymywany jest zwyczaj grup kolędniczych zwanych „Dziadami”. Co roku odbywa się tu tradycyjna góralska Msza Pasterska, w której oprawę muzyczną tworzą regionalne kapele góralskie oraz Parafialna Orkiestra Dęta „Barka”.

## Turystyka
Obiekty turystyczne
- Kościół pw. Matki Boskiej Częstochowskiej,
- Pomnik Pamięci Pomordowanych, upamiętniający powieszonych przez niemieckiego okupanta 11 partyzantów
- Schron bojowy „Wąwóz”[13][14] – ciężki betonowy schron bojowy typu „D” z czasów II wojny światowej
- Kapliczka z dzwonnicą – przykład beskidzkiego budownictwa ludowego z początku XX w.
- „Opaniówka” – dom pracy twórczej Wojciecha Opani[15]
- Schronisko na Hali Boraczej – 1 godzinę i 10 minut drogi pieszo z Żabnicy Skałki[16]

Piesze szlaki turystyczne
 Węgierska Górka – Żabnica – Abrahamów – Hala Pawlusia – Hala Rysianka (Główny Szlak Beskidzki)
 Żabnica – Prusów – Schronisko PTTK na Hali Boraczej – Rajcza dw. PKP
 Żabnica Skałka – Schronisko PTTK na Hali Rysiance – Schronisko PTTK na Hali Lipowskiej – Schronisko PTTK na Hali Boraczej – Milówka
 Schronisko PTTK na Hali Boraczej – Żabnica Skałka – Hala Słowianka
Przez wieś biegnie także transbeskidzki szlak konny.